# Berbû
Berbû (títol internacional: The wedding parade) és una pel·lícula kurd-siriana dirigida per la integrant de la Comuna de Cine de Rojava, Sevinaz Evdike. Estrenada el 2023, narra la història d'un casament a la ciutat de Serekaniye, que es veu interrompuda per una acció militar de la Invasió turca de Rojava del 2019.

## Trama
Basada en històries reals, la pel·lícula narra la història de Gule, una jove que ha de casar-se el sendemà de l'inici de la Invasió turca de Rojava, i la seua fugida de la ciutat de Serekaniye.

## Estrena
La pel·lícula fou estrenada el 15 de juliol de 2023 al Galway Film Fleadh. Posteriorment, participà a la XXXVIII edició de la Mostra de València. Es donà la circumstància que la directora no va poder presentar la pel·lícula ja que no va obtindre visat per assistir-hi.